# Drymos
Drymos, Drymus (stgr. Δρυμός) – warowna grecka twierdza na pograniczu Attyki i Beocji. 
Dokładne położenie nieznane. 